# Filipína Braniborsko-Schwedtská
Filipína Braniborsko-Schwedtská (Filipína Augusta Amálie Braniborsko-Schwedtská, 10. října 1745 Schwedt – 1. květen 1800 Berlín) byla dcerou braniborského markraběte Fridricha Viléma Braniborsko-Schwedtského a pruské princezny Žofie Doroty. Vdala se za hesensko-kasselského lankraběte Fridricha II.

## Rodina
Filipína byla jednou z pěti dětí markraběte Fridricha Viléma a jeho manželky Žofie Doroty. Jejími sourozenci byli württemberská vévodkyněSofie Dorota, a pruská princezna Alžběta Luisa. Samotné manželství Filipíniných rodičů nebylo vůbec šťastné, Fridrich Vilém byl dokonce velmi známý svojí krutostí a brutalitou.
Prarodiči z otcovy strany jí byli Filip Vilém Braniborsko-Schwedtský a jeho manželka Jana Šarlota Anhaltsko-Desavská. Z matčiny strany to byl Fridrich Vilém I. a Žofie Dorotea Hannoverská.

## Život

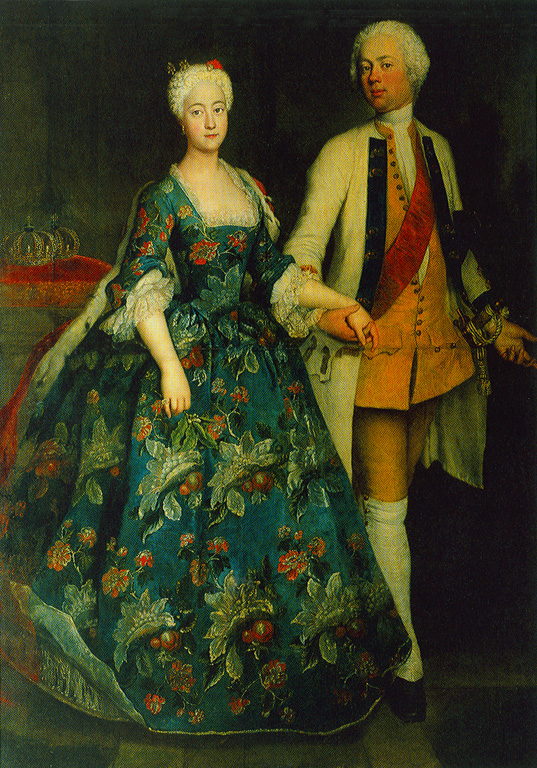
Obraz Filipíniných rodičů

Filipína se narodila 10. října 1770 ve městě Schwedt.
Její teta, královna Luisa Ulrika Švédská, si ji již v mladém věku vybrala jako možnou budoucí královnu Švédska. Sama matka Filipíny byla u královny velmi oblíbená a Luisa Ulrika si přála, aby si Filipína vzala jejího syna Gustava, který byl později známý jako Gustav III. Švédský. Tyto plány ale byly překaženy ve chvíli, kdy si Gustav vzal Žofii Magdalenu Dánskou. Luisa Ulrika se tedy rozhodla Filipínu provdat za jejího druhého syna Karla, který se později proslavil jako Karel XIII., ten si ale nakonec pod nátlakem staršího bratra Gustava vzal Hedviku Šlesvicko-Holštýnsko-Gottorpskou.
Filipína si tedy nakonec 10. ledna 1773 v Berlíně vzala lankraběte Hesensko-kasselského, Fridricha II., který byl v tu dobu o celých 25 let starší, než jeho snoubenka. Filipína byla již jeho druhá manželka, první byla kněžna Marie Hannoverská, která zemřela rok před Filipíninou a Fridrichovou svatbou. Marie dala Fridrichovi tři syny, Viléma, Karla a Fridricha, kterým se Filipína stala nevlastní matkou. Ona sama žádné děti s Fridrichem neměla.
Během manželství vedla Filipína značně nezávislý život. Dne 1. března 1777 dokonce porodila nemanželského syna jménem Georg Philippson. Jeho otcem byl württemberský státník Georg Ernst von Levin Wintzingerode. Mimo tohoto nemanželského syna ale Filipína pomohla Fridrichovi smířit se se svými dětmi z prvního manželství, od kterých se roku 1754 naprosto odcizil.
Dne 31. října 1785 Fridrich zemřel. Filipína jako vdova žila nejdříve v Hanau, ale po invazi francouzské revoluční armády se z důvodu bezpečnosti raději přestěhovala do Berlína. Pruský král Fridrich Vilém II. jí v té době daroval i moderní palác. V roce 1794 se tajně provdala, i když s vědomím a souhlasem krále.
Filipína Braniborsko-Schwedtská zemřela dne 1. května 1800 a byla pohřbena v katedrále v Berlíně. Jediným možným dědicem se tak stal její druh manžel Wintzingerode.